# Geo Milev
Geo Milev (en búlgaro Гео Милев) (Radnevo, Bulgaria, 15 de enerojul./ 27 de enero de 1895greg.-Sofía, 15 de mayo de 1925), nacido como Georgi Milev Kasabov (en búlgaro Георги Милев Касабов), fue un periodista, traductor, escritor, pintor y poeta búlgaro. Fue el máximo representante del expresionismo en su país, su obra traducida cuenta con 640 piezas de 244 autores y 41 traducciones de 6 autores búlgaros al alemán y al francés.

## Vida

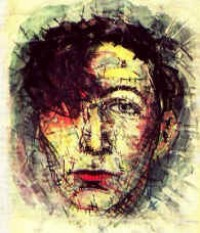
Autorretrato 1918.

Nació en Rádnevo pero pronto su familia se trasladó a la ciudad de Stara Zagora. En aquella ciudad su padre abrió una librería que para Geo Milev se convirtió en una fuente de información sobre literatura mundial. Comenzó sus estudios en Sofía para luego continuar en Leipzig, donde conoció el expresionismo, gran movimiento cultural alemán surgido a principios del siglo XX. Realizó su tesis universitaria sobre Richard Dehmel. A partir de 1916 participó en la Primera Guerra Mundial, donde fue gravemente herido. Luego de su recuperación trabajó en la revista Aktion de Berlín, para luego trasladarse nuevamente a Bulgaria para trabajar como traductor, revisor de teatro, director y editor de antologías.

## Muerte
El 15 de mayo de 1925, en el curso de las represalias del gobierno tras el Atentado en la Catedral de Sveta-Nedelya, fue llevado por la policía a una comisaría para un "corto interrogatorio" del cual jamás regresó. Su paradero fue desconocido durante 30 años hasta que en 1954 en el juicio de Ivan Valkov y un grupo de expolicías y militares, unos acusados confesaron la forma en que fueron ejecutadas las víctimas y el lugar donde fueron enterrados. Geo Milev fue estrangulado y enterrado en una fosa común en Ilientsi, cerca de Sofía. Después de revisar la fosa fue encontrado su cráneo que se identificó debido al ojo de vidrio que utilizaba tras haber perdido su ojo derecho durante la Gran Guerra.
Su hija fue la escritora y diplomática Leda Mileva.

## Obras
Su publicación más conocida fue Septiembre en donde relató la brutal represión de Bulgaria en septiembre de 1923. Esta obra fue traducida años más tarde al español por el poeta Pablo Neruda en un momento en que la política chilena de los años 1970 vivía una gran crisis.
Otras de sus obras importantes fueron las siguientes:
- Жестокият пръстен (1920), El Anillo Cruel.
- Експресионистично календарче за 1921 (1921), Un calendario poco expresionista para 1921.
- Панахида за поета П. К. Яворов (1922), La ceremonia de conmemoración del poeta PK Javorov.
- Спят Иконите (1922), El ícono del sueño.